# باول غرين (سياسي)
باول غرين (بالإنجليزية: Paul Green)‏ هو سياسي أسترالي، ولد في 28 مايو 1966 في أستراليا. حزبياً، نشط في Christian Democratic Party (Australia) ‏. وقد انتخب عضو المجلس التشريعي نيو ساوث ويلز.